# Mangkunegara VI

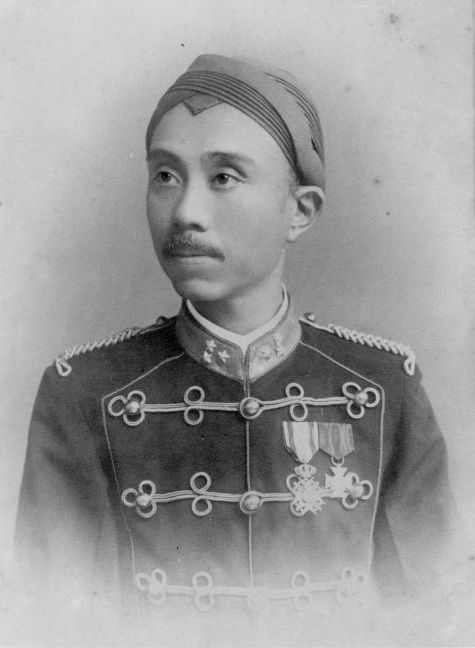
Mangkunegara VI

Mangkunegara VI (ook: Mangkoenegara VI) was de zelfregeerder van Mangkunegaran, een vorstenland op Java. De prins regeerde als vazal van de susuhunan van Surakarta en de Nederlanders.
Mangkunegara VI regeerde van 1896 tot 1916.